# لاسي جارفينبا
لاسي جارفينبا (بالفنلندية: Lassi Järvenpää) هو لاعب كرة قدم فنلندي في مركز الدفاع، ولد في 28 أكتوبر 1996 في هلسنكي في فنلندا. لعب مع نادي هلسنكي.

## وصلات خارجية
- لاسي جارفينبا على موقع قاعدة بيانات كرة القدم.إي يو (الإنجليزية)
- لاسي جارفينبا على موقع Soccerway.com (الإنجليزية)
- لاسي جارفينبا على موقع عالم كرة القدم.نت (الإنجليزية)